# Orden San Raimundo de Penafort

Orden San Raimundo de Penafort

Der Orden San Raimundo de Penafort (spanisch Orden de la Cruz de San Raimundo de Peñafort) wurde per Dekret am 23. Januar 1944 durch den spanischen Diktator Francisco Franco gestiftet und wird für Verdienste um die Förderung des Rechtswesens und der Justiz verliehen. Eine Verleihung erfolgt durch das Justizministerium an In- und Ausländer. Benannt ist der Orden nach dem katholischen Kirchenrechtsgelehrten Raimondo de Peñafort, der 1601 von Papst Clemens VII. heiliggesprochen wurde.

## Ordensklassen
Der Orden besteht aus fünf Klassen sowie einer angeschlossenen Medaille, die sich in vier Stufen gliedert:
- Großkreuz
- Ehrenkreuz
- Komtur I. und II. Klasse
- Ritter
- San Raimundo de Penafort-Medaille
  - Goldene Medaille mit Emaille
  - Silberne Medaille mit Emaille
  - Bronzene Medaille mit Silber
  - Bronzene Medaille

## Ordensdekoration
Das Ordenszeichen ist ein weiß emailliertes Malteserkreuz mit kleinen Kügelchen auf den Kreuzspitzen. Die ersten beiden Klassen sind aus Gold, alle weiteren aus Silber gefertigt. Mit Ausnahme der fünften Klasse ist bei allen Kreuzen jeweils eine kleine Schleife zwischen den Kreuzarmen angebracht. Das Kreuz trägt mittig das Bildnis des Heiligen, dass von einem blau emaillierten Band mit der Inschrift IN JURE MERITA (Verdienste in der Rechtswissenschaft) umschlossen ist. Auf den senkrechten Kreuzarmen findet sich außerdem die Inschrift S. RAYMUNDOS PENNAFORTI.
Die Medaille ist ein achteckiges Medaillon. Das Avers teilt sich in zwei Hälften und wird von der Umschrift CRVZ DE SAN RAYMUNDO DE PENAFORT - MINISTERIO DE JUSTICIA (Ehrenzeichen San Raimundos de Penafort – Justizministerium) umschlossen. Mittig verläuft waagrecht ein Namensband mit der Inschrift CONSTANTIA ET VIRTUTE (Standhaftigkeit und Treue). In der oberen Hälfte ist die Abbildung Raimundos zu sehen, wie er die Wanderung von Mallorca nach Barcelona begeht. Die untere Hälfte zeigt die Waage der Justitia. Im Revers findet sich die Inschrift INSIGNI DOCTORI SANCTO RAYMUNDUS PENNAFORTI PRINCIPI IN JURIS STUDIO ET EMINENTI HISPANIAE FILIO HONOREM REDDITUR AC VENERATIONEM – VICTOR – 23 D. ENERO 1944 (Mit dem Ehrenzeichen des Lehrers San Raimundo de Penafort, des größten Juristen und Spaniens bedeutendstem Sohn, werden Achtung und Ehre geschenkt – Sieger – 23. Januar 1944).

## Trageweise
Das Großkreuz wird an einer Collane und an einer Schärpe von der rechten Schulter zur linken Hüfte sowie mit einem Bruststern getragen. Inhaber des Ehrenkreuzes tragen eine silberne Collane und einen Bruststern. Das Komturkreuz I. sowie II. Klasse wird als Halsorden und die I. Klasse zusätzlich mit einem Bruststern dekoriert. Das Ritterkreuz sowie die einzelnen Stufen der Medaille werden am Band auf der linken Brustseite getragen.
Das Ordensband ist karmesinrot mit schmalen blauen Rändern.

## Träger des Ordens
Siehe Liste von Trägern des Ordens.